# Barrio Santa Rosa de Lima
Barrio Santa Rosa de Lima  är en ort i kommunen Juchitepec i delstaten Mexiko i Mexiko. Barrio Santa Rosa de Lima hade 512 invånare vid folkräkningen år 2020.